# Lijst van voetbalinterlands Malta - Moldavië
Deze lijst van voetbalinterlands is een overzicht van alle officiële voetbalwedstrijden tussen de nationale teams van Malta en Moldavië. De landen speelden tot op heden tien keer tegen elkaar, te beginnen met een vriendschappelijke wedstrijd in Ta' Qali op 10 maart 1999. De laatste ontmoeting, een groepswedstrijd tijdens de UEFA Nations League 2024/25, vond plaats op 13 oktober 2024 in Ta' Qali.

## Wedstrijden
| №  | Plaats   | Datum             | Competitie                  | Wedstrijd        | Uitslag |
| -- | -------- | ----------------- | --------------------------- | ---------------- | ------- |
| 1  | Ta' Qali | 10 maart 1999     | Vriendschappelijk           | Malta – Moldavië | 0 – 2   |
| 2  | Chisinau | 16 augustus 2000  | Vriendschappelijk           | Moldavië – Malta | 1 – 0   |
| 3  | Ta' Qali | 13 februari 2002  | Vriendschappelijk           | Malta – Moldavië | 3 – 0   |
| 4  | Ta' Qali | 14 september 2004 | Vriendschappelijk           | Malta – Moldavië | 0 – 0   |
| 5  | Ta' Qali | 25 februari 2006  | Vriendschappelijk           | Malta − Moldavië | 0 − 2   |
| 6  | Chisinau | 24 maart 2007     | EK 2008 kwalificatie        | Moldavië – Malta | 1 – 1   |
| 7  | Ta' Qali | 17 oktober 2007   | EK 2008 kwalificatie        | Malta – Moldavië | 2 – 3   |
| 8  | Ta' Qali | 24 maart 2016     | Vriendschappelijk           | Malta – Moldavië | 0 – 0   |
| 9  | Chisinau | 7 september 2024  | UEFA Nations League 2024/25 | Moldavië – Malta | 2 – 0   |
| 10 | Ta' Qali | 13 oktober 2024   | UEFA Nations League 2024/25 | Malta – Moldavië | 1 − 0   |

## Samenvatting
| Competitie          | Totaal gespeeld | Winst Malta | Gelijk | Winst Moldavië | Doelsaldo Malta – Moldavië |
| ------------------- | --------------- | ----------- | ------ | -------------- | -------------------------- |
| EK-kwalificatie     | 2               | 0           | 1      | 1              | 3 − 4                      |
| UEFA Nations League | 2               | 1           | 0      | 1              | 1 − 2                      |
| Vriendschappelijk   | 6               | 1           | 2      | 3              | 3 − 5                      |
| Totaal              | 10              | 2           | 3      | 5              | 7 − 11                     |

## Details

### Eerste ontmoeting
| Vriendschappelijk (Ta' Qali, Malta, 10 maart 1999): |       |                                            |
| Malta                                               | 0 – 2 | Moldavië                                   |
|                                                     | goals | 74' Serghei Epureanu 87' Alexandru Suharev |

### Tweede ontmoeting
| Vriendschappelijk (Chisinau, Moldavië, 16 augustus 2000): |       |       |
| Moldavië                                                  | 1 – 0 | Malta |
| Serghei Rogaciov 45'                                      | goals |       |

### Achtste ontmoeting
| Vriendschappelijk (Ta' Qali, Malta, 24 maart 2016):                                            |       |          |
| Malta                                                                                          | 0 – 0 | Moldavië |
|                                                                                                | goals |          |
| - Debuut van Maxim Mihaliov (Dacia Chişinău) en Vadim Cemîrtan (Dacia Chişinău) voor Moldavië. |       |          |

Malta Football Association · A-internationals · Bondscoaches · Statistieken · Maltees vrouwenelftal · Malta U21 · Malta U20 · Malta U19 · Malta U18 · Malta U17 · Malta U16
1957 – 1959 ·
1960 – 1969 ·
1970 – 1979 ·
1980 – 1989 ·
1990 – 1999 ·
2000 – 2009 ·
2010 – 2019 ·
2020 − 2029
1957 · 
1958 · 
1959 · 
1960 · 
1961 · 
1962 · 
1963 · 
1964 · 
1965 · 
1966 · 
1967 · 1968 · 
1969 · 
1970 · 
1971 · 
1972 · 
1973 · 
1974 · 
1975 · 
1976 · 
1977 · 
1978 · 
1979 · 
1980 · 
1981 · 
1982 · 
1983 · 
1984 · 
1985 · 
1986 · 
1987 · 
1988 · 
1989 · 
1990 ·
1991 · 
1992 · 
1993 · 
1994 · 
1995 · 
1996 · 
1997 · 
1998 · 
1999 · 
2000 · 
2001 · 
2002 · 
2003 · 
2004 · 
2005 · 
2006 · 
2007 · 
2008 · 
2009 · 
2010 · 
2011 · 
2012 · 
2013 · 
2014 · 
2015 · 
2016 ·
2017 ·
2018 ·
2019 ·
2020 ·
2021 ·
2022
Albanië ·
Algerije ·
Andorra ·
Angola ·
Armenië ·
Azerbeidzjan ·
België ·
Bosnië en Herzegovina · 
Bulgarije ·
Canada ·
Centraal-Afrikaanse Republiek ·
Cyprus ·
DDR ·
Denemarken ·
Duitsland ·
Egypte ·
Engeland ·
Estland ·
Faeröer ·
Finland ·
Frankrijk ·
Gabon ·
Georgië ·
Gibraltar · 
Griekenland ·
Hongarije ·
Ierland ·
IJsland ·
Indonesië ·
Israël ·
Italië ·
Japan ·
Joegoslavië ·
Jordanië ·
Kaapverdië ·
Kazachstan ·
Koeweit ·
Kosovo ·
Kroatië ·
Letland ·
Libanon ·
Libië ·
Liechtenstein ·
Litouwen ·
Luxemburg ·
Moldavië ·
Nederland ·
Noord-Ierland ·
Noord-Macedonië ·
Noorwegen ·
Oekraïne ·
Oostenrijk ·
Polen ·
Portugal ·
Qatar ·
Roemenië ·
Rusland ·
San Marino ·
Schotland ·
Slovenië ·
Slowakije ·
Spanje ·
Thailand ·
Tsjechië ·
Tsjecho-Slowakije ·
Tunesië · 
Turkije · 
Venezuela · 
Verenigde Arabische Emiraten ·
Verenigde Staten ·
Wales ·
Wit-Rusland ·
Zuid-Afrika ·
Zuid-Korea ·
Zweden ·
Zwitserland
FMF · A-internationals · Bondscoaches · Moldavisch vrouwenelftal · Moldavië U21 · Moldavië U20 · Moldavië U19 · Moldavië U18 · Moldavië U17 · Moldavië U16
1990 – 1999 ·
2000 – 2009 ·
2010 – 2019 ·
2020 − 2029
1991 · 1992 · 1993 · 1994 · 1995 · 1996 · 1997 · 1998 · 1999 · 2000 · 2001 · 2002 · 2003 · 2004 · 2005 · 2006 · 2007 · 2008 · 2009 · 2010 · 2011 · 2012 · 2013 · 2014 · 2015 · 2016 · 2017 · 2018 · 2019 · 2020 · 2021 · 2022 · 2023 · 2024
Albanië ·
Andorra ·
Armenië ·
Azerbeidzjan ·
Bosnië en Herzegovina ·
Bulgarije ·
Canada ·
Cyprus ·
Denemarken · 
Duitsland ·
El Salvador · 
Engeland ·
Estland ·
Faeröer ·
Finland ·
Frankrijk ·
Georgië ·
Gibraltar ·
Griekenland ·
Hongarije ·
Ierland ·
IJsland ·
Indonesië ·
Israël ·
Italië ·
Ivoorkust ·
Jordanië ·
Kaaimaneilanden ·
Kameroen ·
Kazachstan ·
Kirgizië ·
Kosovo ·
Kroatië ·
Letland ·
Liechtenstein ·
Litouwen ·
Luxemburg ·
Malta ·
Montenegro ·
Nederland ·
Noord-Ierland ·
Noord-Macedonië ·
Noorwegen ·
Oeganda ·
Oekraïne ·
Oostenrijk ·
Polen ·
Portugal ·
Qatar ·
Roemenië ·
Rusland ·
San Marino ·
Saoedi-Arabië ·
Schotland ·
Servië ·
Slovenië ·
Slowakije ·
Tsjechië ·
Turkije ·
Venezuela ·
Verenigde Arabische Emiraten ·
Verenigde Staten ·
Wales ·
Wit-Rusland ·
Zuid-Korea ·
Zweden ·
Zwitserland